# Vespertilioninae
Vespertilioninae es una subfamilia de murciélagos de la familia Vespertilionidae, siendo tan extensa que es la única familia de murciélagos con todas las divisiones taxonómicas, a la que pertenecen los siguientes tribus y géneros.

## Tribus y géneros
- TRIBU - Eptesicini, Volleth y Heller, (1994).

- GÉNERO - Arielulus, Hill y Harrison, (1987).

- - Eptesicus, Rafinesque, (1820).

- Subgénero - Eptesicus (Eptesicus), Rafinesque, (1820).
- Subgénero - Eptesicus (Rhinopterus), Miller, (1906).

- - Hesperoptenus, Peters, (1868).

- Subgénero - Hesperoptenus (Hesperoptenus), Peters, (1868).
- Subgénero - Hesperoptenus (Milithronycteris), Hill, (1976).

- TRIBU - Lasiurini, Tate, (1942).

- GÉNERO - Lasiurus, Gray, (1831).

- Subgénero - Lasiurus (Lasirius), Gray, (1831).
- Subgénero - Lasirius (Dasypterus), H. Allen, (1894).

- TRIBU - Nycticeiini, Gervais, (1855).

- GÉNERO - Nycticeinops, Hill y Harrison, (1987).

- - Nycticius, Rafinesque, (1819).
- - Rhogeessa, H. Allen, (1866).

- Subgénero - Rhogeessa (Rhogeessa), H. Allen, (1866).
- Subgénero - Rhogeessa (Baeodon), Miller, (1906).

- - Scoteanax, Troughton, (1943).
- - Scotoecus, Thomas, (1901).
- - Scotomanes, Dobson, (1971).
- - Scotophilus, Leach, (1821)
- - Scotorepens, Troughton, (1943).

- TRIBU - Nyctophilus, Peters, (1865).

- GÉNERO - Nyctophilus, Peters, (1865).

- - Pharotis, Thomas, (1914).

- TRIBU - Pipistrellini, Tate, (1942).

- GÉNERO - Glischropus, Dobson, (1875).

- - Nyctalus, Bowditch, (1825).
- - Pipistrellus, Kaup, (1829).

- Subgénero - Pipistrellus (Pipistrellus), Kaup, (1829).
- Subgénero - Pipistrellus (Perimyotis), Menú, (1984).

- - Scotozous, Dobson, (1875).

- TRIBU - Plecotini, Gray, (1866).

- GÉNERO - Barbastella, Gray, (1821).

- - Corynorhinus, H. Allen, (1865)
- - Euderma, H. Allen, (1892).
- - Idionycteris, Anthony, (1923).
- - Otonycteris, Peters, (1859).
- - Plecotus, E. Geoffroy Saint-Hilarie, (1818).

- TRIBU - Vespertilionini, Gray, (1821).

- GÉNERO - Chalinolobus, Peters, (1866).

- - Eudiscopus, Conisbee, (1953).
- - Falsistrellus, Troughton, (1943).
- - Glauconycteris, Dobson, (1875).
- - Histiotus, Gervais, (1856).
- - Hypsugo, Kolenati, (1856).
- - Ia, Thomas, (1902).
- - Laephotis, Thomas, (1901).
- - Mimetillus, Thomas, (1904).
- - Neoromicia, Roberts, (1926).
- - Philetor, Thomas, (1902).
- - Tylonycteris, Peters, (1872).
- - Vespadelus, Troughton, (1943).
- - Vespertilio, Linneo, (1758).